# Dolmens de Mané-er-Loh
Les dolmens de Mané-er-Loh  sont deux dolmens situés à Locoal-Mendon, dans le département français du Morbihan.

## Historique
Le monument a été exploré par W. C. Lukis en 1866 et par Z. Le Rouzic en 1899 qui le restaura en 1924. Le site est classé au titre des monuments historiques par arrêté du 24 octobre 1921.

## Description
Le tumulus circulaire mesure 40 m de diamètre sur environ 40 m de hauteur. Il englobe deux dolmens orientés au sud-est. Il est entamé au nord-est par des carrières.
Le premier dolmen est le mieux conservé. Il mesure 13 m de long au total et ouvre à l'est. Il est composé de vingt-six orthostates. Le couloir mesure 9 m de longueur pour une largeur variant de 0,80 à 1,20 m. Il comporte encore trois tables de couverture. La chambre est de forme sub-rectangulaire (environ 3,9 m de diamètre). Elle est recouverte par une unique dalle de couverture (4,30 m sur 3,20 m et 0,30 m d'épaisseur) qui repose en partie sur deux piliers intérieurs. Le pilier du sud-ouest, comporte une gravure en partie effacée qui pourrait représenter une déesse.
Le second dolmen est situé à 2 m au nord-est du couloir du premier dolmen. Il est de forme coudée. Le couloir mesure environ 9 m de longueur sur 0,50 à 1 m de largeur. Il est délimité par une alternance d'orthostates et de murets en pierres sèches.

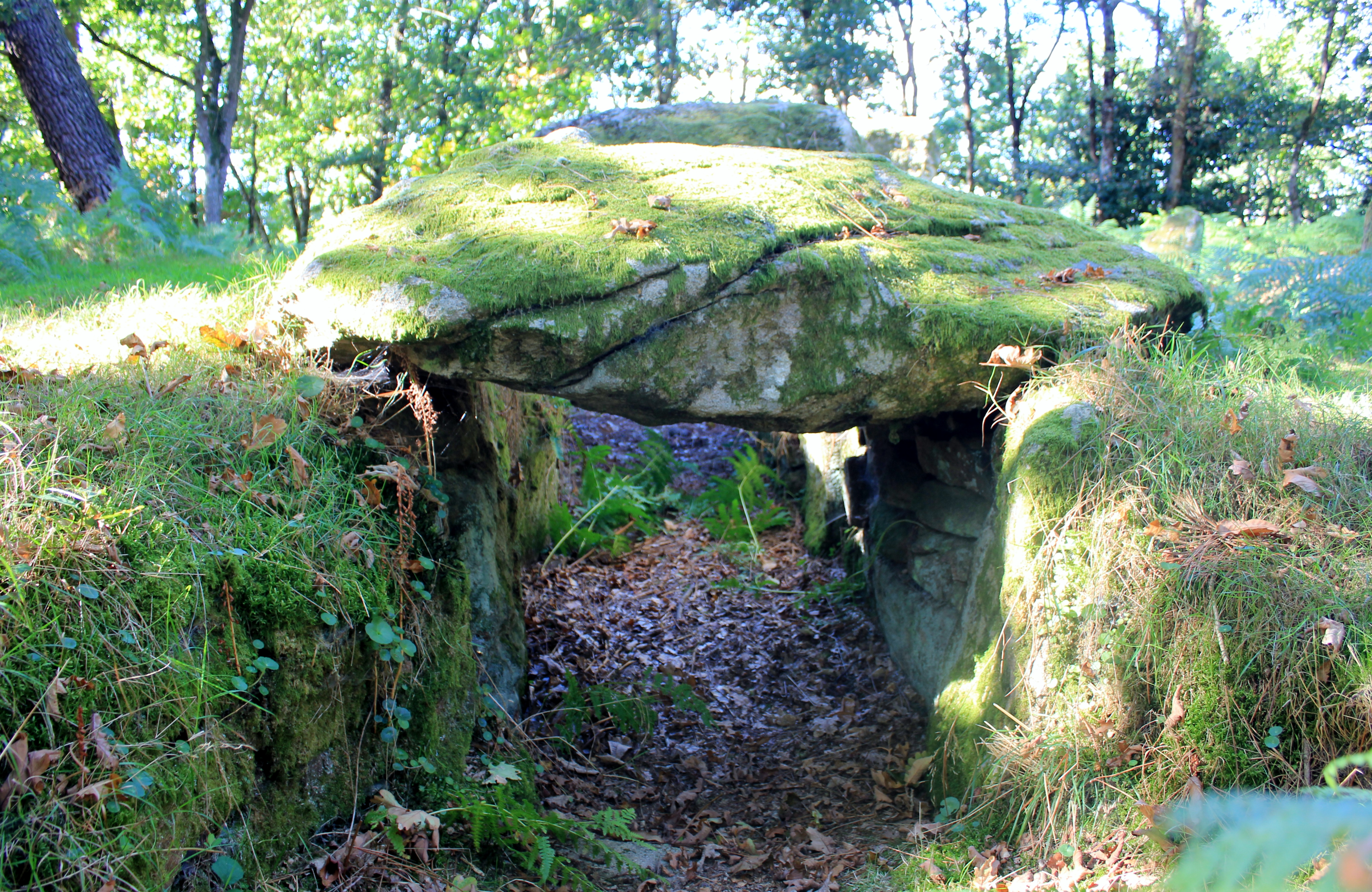
Entrée du couloir (dolmen sud).
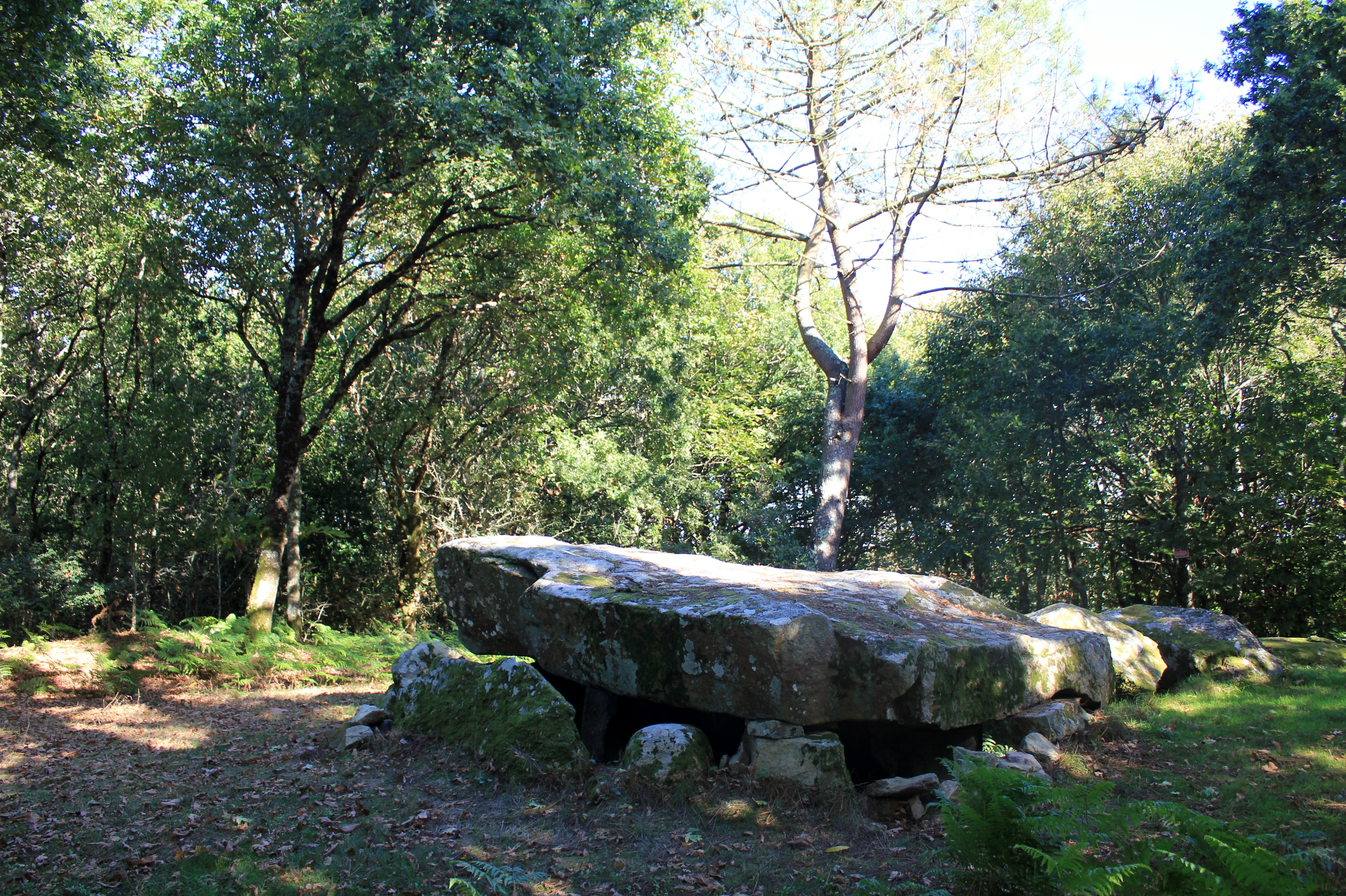
Table de couverture de la chambre (dolmen sud).
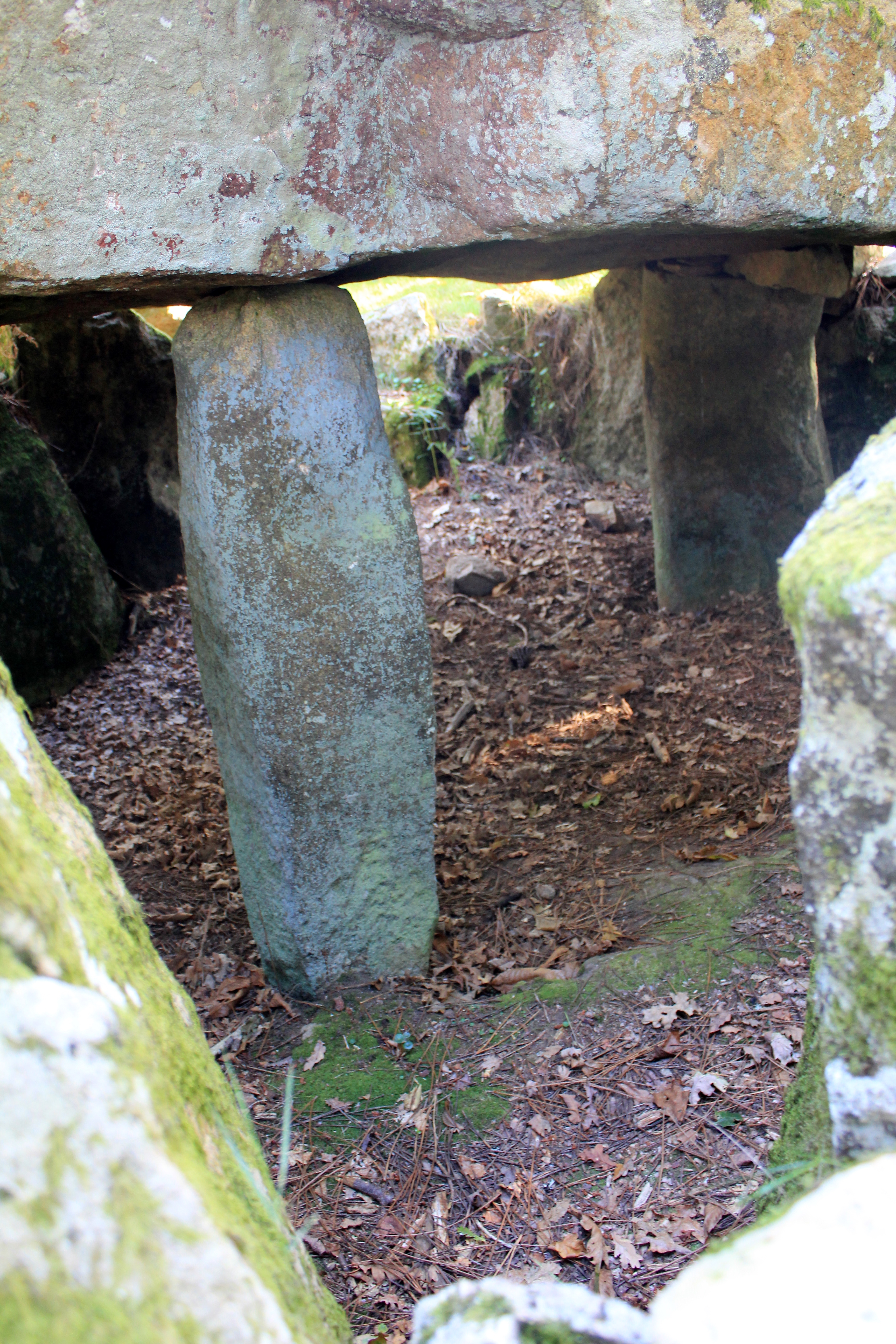
Piliers internes de la chambre (dolmen sud).

## Mobilier archéologique
Le Rouzic n'a découvert, dans le dolmen sud, que quelques fragments de poterie et deux petits éclats de silex et, dans le dolmen coudé que deux fragments de poterie.
En 1887, Félix Gaillard a fouillé un coffre de pierres qui était situé à la base ouest-nord-ouest du tumulus. Il n'y découvrit que des fragments de poterie.